# Sport aux îles Féroé
Le sport aux îles Féroé occupe une place importante dans la vie locale. Malgré une population réduite les Féroïens sont très actifs. Ils ont des compétitions nationales en football, handball, volley-ball, badminton, natation, aviron en plein air (kappróður îles Féroé) et aviron en salle, équitation, tir, tennis de table, judo, golf, tennis, tir à l'arc, gymnastique, cyclisme, triathlon, ainsi qu'en athlétisme.

## Disciplines

### Aviron
Le sport national officiel est l'aviron, qui a des connexions directes avec l'héritage culturel des îles Féroé. Habités par de jeunes hommes et femmes, les bateaux d'aviron des îles Féroé possèdent six à dix rames et rivalisent dans les fjords des îles Féroé. Bien que la saison d'aviron soit courte, avec seulement sept courses entre début juin et la fin de juillet, le niveau est élevé. Depuis plusieurs mois, voire un an, les équipes consacrent beaucoup de temps et d'efforts pour se préparer.

### Football
Le championnat de football de première division comporte dix équipes, et se classe 49e au classement de la Ligue de l'UEFA en 2015. Les îles Féroé sont un membre à part entière de l'UEFA et de la FIFA.  
L’équipe nationale de football des Îles Féroé participe aux éliminatoires du Championnat d'Europe de football ainsi que de la coupe du monde. Le pays a gagné son premier match en compétition lorsqu'il a battu l'Autriche 1-0 en éliminatoires de l'Euro 1990. 
Le plus grand succès de la nation dans le football remonte à 2014 après avoir battu la Grèce 1-0, un résultat qui a été considéré comme "la plus grande surprise de tous les temps" dans le football dû à un écart de 69 places entre les deux équipes dans le classement mondial de la FIFA lorsque le match a été joué. L'équipe a grimpé de la 105e à la 82e place dans le classement de la FIFA après la victoire contre la Grèce. L'équipe a vaincu une nouvelle fois la Grèce le 13 juin 2015 sur le score de 2-1. Le 9 juillet 2015, la sélection nationale de football des îles Féroé a grimpé de 28 places dans le classement de la FIFA.

### Natation
Les îles Féroé sont un membre à part entière de la FINA et concourent sous leur propre drapeau aux Championnats du Monde, aux Championnats d'Europe et à la Coupe du Monde. 
Le nageur Féroïen Pál Joensen (né en 1990) a remporté une médaille de bronze aux championnats du monde de natation en petit bassin 2012 (25 m) et quatre médailles d'argent aux Championnats d'Europe (2010, 2013 et 2014).
Aux Jeux paralympiques, Katrin Johansen, Christina Næss, Tora við Keldu et Heidi Andreasen ont remporté plusieurs médailles d'or, d'argent et de bronze. 
Deux athlètes des îles Féroé ont participé aux Jeux olympiques, mais sous pavillon danois, puisque le Comité olympique ne permet pas aux îles Féroé à concourir sous son propre drapeau. Les deux athlètes qui ont participé sont le nageur Pál Joensen (2012) et le rameur Katrin Olsen (2008). 
Les îles Féroé ont concouru sous leur propre drapeau au Championnat d'Europe junior depuis plusieurs années, mais en 2015 a eu lieu au 1ers Jeux européens à Bakou, et les îles Féroé n'étaient pas autorisés à représenter leurs nations, ils ont toutefois été autorisés à concourir sous le drapeau de la FINA.

## Jeux olympiques
Les îles Féroé ont fait une demande d'adhésion au CIO en 1984, mais en 2015 cette demande n'avait toujours pas abouti. 
Le Premier ministre féroïen Kaj Leo Johannesen Holm a eu une réunion avec le président du CIO, Thomas Bach à Lausanne le 21 mai 2015 pour discuter de l'adhésion des îles Féroé au sein du CIO.

## Jeux des îles
Les îles Féroé participent aux biennales des Jeux des îles, qui ont été accueillis par les Féroé en 1989. Les îles Féroé ont remporté les Jeux des îles en 2009.